# Bataille de Kvareli
 (mai 2024).
 (mai 2024).
La mise en forme du texte ne suit pas les recommandations de Wikipédia : il faut le « wikifier ».
Les points d'amélioration suivants sont les cas les plus fréquents. Le détail des points à revoir est peut-être précisé sur la page de discussion.
- Les titres sont pré-formatés par le logiciel. Ils ne sont ni en capitales, ni en gras.
- Le texte ne doit pas être écrit en capitales (les noms de famille non plus), ni en gras, ni en italique, ni en « petit »…
- Le gras n'est utilisé que pour surligner le titre de l'article dans l'introduction, une seule fois.
- L'italique est rarement utilisé : mots en langue étrangère, titres d'œuvres, noms de bateaux, etc.
- Les citations ne sont pas en italique mais en corps de texte normal. Elles sont entourées par des guillemets français : « et ».
- Les listes à puces sont à éviter, des paragraphes rédigés étant largement préférés. Les tableaux sont à réserver à la présentation de données structurées (résultats, etc.).
- Les appels de note de bas de page (petits chiffres en exposant, introduits par l'outil «  Source ») sont à placer entre la fin de phrase et le point final[comme ça].
- Les liens internes (vers d'autres articles de Wikipédia) sont à choisir avec parcimonie. Créez des liens vers des articles approfondissant le sujet. Les termes génériques sans rapport avec le sujet sont à éviter, ainsi que les répétitions de liens vers un même terme.
- Les liens externes sont à placer uniquement dans une section « Liens externes », à la fin de l'article. Ces liens sont à choisir avec parcimonie suivant les règles définies. Si un lien sert de source à l'article, son insertion dans le texte est à faire par les notes de bas de page.
- La présentation des références doit suivre les conventions bibliographiques. Il est recommandé d'utiliser les modèles {{Ouvrage}}, {{Chapitre}}, {{Article}}, {{Lien web}} et/ou {{Bibliographie}}. Le mode d'édition visuel peut mettre en forme automatiquement les références.
- Insérer une infobox (cadre d'informations à droite) n'est pas obligatoire pour parachever la mise en page.

Pour une aide détaillée, merci de consulter Aide:Wikification.
Si vous pensez que ces points ont été résolus, vous pouvez retirer ce bandeau et améliorer la mise en forme d'un autre article.
La bataille de Kvareli (en géorgien : ყვარლის ბრძოლა) est une bataille ayant eu lieu en 1755 entre les royaumes de Kartli et de Kakhétie et le khanat d'Avar ainsi que ses affluents. Nursal-Bey dirige une armée du Daghestan et du Jar-Balakan qui assiège le château de Kvareli.

## Contexte
Tout au long des années 1720 et 1750, les raids de l'Avar Khanate constituèrent une menace constante pour les États successeurs du Royaume de Géorgie. Bien que pour la plupart à petite échelle, ces assauts étaient suffisamment fréquents pour être assez dévastateurs pour les pays fragmentés, les maraudeurs prenant des otages et pillant les colonies frontalières. De temps en temps, ces attaques se sont transformées en opérations militaires majeures impliquant des milliers de soldats et menées par les seigneurs de guerre féodaux du Daghestan, souvent en alliance avec les Perses ou les Ottomans. Le royaume de Kakhétie et le royaume de Kartli sont les deux royaumes de l’est de la Géorgie qui ont le plus souffert. Souvent pris par surprise, les Géorgiens n'ont pas réussi à mettre en place un mécanisme de défense efficace contre ces raids, en grande partie à cause des guerres internes permanentes et des rivalités entre les politiciens géorgiens, en particulier au sein de la maison de Mukhrani,.
En 1744, Teimuraz II de Kartli et son fils Héraclius II de Kakhétie rétablirent les royaumes de Kartli et de Kakhétie auprès de leur suzerain, Nader Shah, et unirent leurs forces pour arrêter les assauts du Daghestan. De 1750 à 1755, ils repoussèrent avec succès une grande coalition de clans du Daghestan dirigée par l'Avar khan Nursal Bey. En 1774, Héraclius II créa une force militaire spéciale qui, initialement, sous le commandement du fils d'Héraclius, Levan, servit d'instrument efficace contre les maraudeurs du Daghestan. Cependant, confronté à une crise interne dans son royaume, Héraclius ne parvint pas à éliminer définitivement les menaces des montagnards du Caucase,,.

## Bataille
En 1755, Avar khan Nursal-Bey envahit le royaume de Kakhétie avec une armée de 20 000 à 30 000 soldats, originaires du Jar-Balakan et du Daghestan. L'armée Avar était complétée par le Shamkhalate de Tarki et le Gazikumukh Khanate, des combattants d'autres principautés du Daghestan, ainsi que par des détachements du Shaki Khanate et du Ganja Khanate. En juillet 1755, il assiégea le château de Kvareli, une grande forteresse construite dans les plaines de Kakhétie. La défense de la forteresse de Kvareli était d'une grande importance pour l'avenir de la Géorgie, car si l'ennemi gagnait et que la forteresse tombait, la zone au-delà d'Alazni resterait aux mains de l'ennemi, il ne serait alors pas difficile de conquérir toute la Kakhétie. Même Kartli, affaibli, serait facilement conquis par Nursal-Bey et, grâce aux Ottomans, il pourrait atteindre l'ouest de la Géorgie,. Sur la base de la taille du château et de la portée des tirs de fusils à cette époque, on estime que les lignes de siège de Nursal-Beg se seraient étendues 2 kilomètres pour encercler entièrement le château. À cette époque, le roi Teimuraz II de Kartli et le roi Héraclius II de Kakhétie n'avaient pas d'armée permanente, bien que Nursal-Bey l'ignore. Après 20 jours de siège, 206 guerriers géorgiens chargés de nourriture et de munitions ont été envoyés de nuit à Kvareli, traversant la rivière Alazani, se faufilant devant les gardes Avars et se frayant un chemin jusqu'au château tandis que les bergers parvenaient à incendier le camp du khanat autour du château. De plus, Héraclius envoya une armée pour attaquer le Jar-Balakan, non défendu. Les Jar-Balakaniens ont abandonné le siège et sont retournés dans leur pays pour sauver leurs femmes et leurs enfants, mais le groupe d'attaque s'était déjà déplacé vers Shamkhalate de Tarki, Gazikumukh Khanate, Shaki Khanate et Ganja Khanate, chaque éventualité de khanat abandonnant le siège pour protéger leur patrie. . Pendant ce temps, le roi Teimuraz et le roi Héraclius avaient rassemblé une armée pour attaquer les assiégeants, brisant les lignes à peine étalées,.
1. 1 2  (en) Donald Rayfield, Edge of Empires: A History of Georgia, London, Kindle, 15 décembre 2012, 237 p. (ISBN 978-1-78023-030-6)
2. 1 2  (en) Ronald Grigor Suny, The Making of the Georgian Nation, Second Edition, Indiana University Press, 22 octobre 1994, 55–56 p. (ISBN 978-0-253-20915-3, lire en ligne)
3. ↑  (en) David Marshall Lang, A Modern History of Georgia, Weidenfeld and Nicolson, 1962, 35–36 p.
4. 1 2 3  (en) Feikrishvili, « 1755 წელი, ყვარლის ბრძოლა 28 სექტემბერი, ავარიის ხანის ნურსალ-ბეგის წინააღმდეგ. მეფე ერეკლე II გამჭრიახობით ომი მოიგეს. ყვარელი, კახეთი », mematiane.ge,‎ 21 août 2020 (consulté le 1er octobre 2023)
5. ↑  (ka) Levan Sanikidze, დედა–ისტორია. ნაკვეთი მეორე: ბაზალეთიდან წიწამურამდე, თბილისი, Tbilisi University Publishing House,‎ 1986 (lire en ligne)
6. ↑  (ka) Irakli Abashidze, ქართული საბჭოთა ენციკლოპედია, vol. 11, Print Word Combine,‎ 1987 (lire en ligne)
7. 1 2  (ka) Teimuraz Petriashvili, ყვარლის ბრძოლა